# William Addams Reitwiesner
William Addams Reitwiesner, né le 8 mars 1954 à Havre de Grace et mort le 12 novembre 2010 à Washington, est un généalogiste qui a retracé l'ascendance de plusieurs personnalités politiques américaines, de la royauté européenne et de célébrités.

## Biographie
Reitwiesner est né à Havre de Grace (Maryland) le 8 mars 1954 et grandit à Aberdeen (Maryland) et Silver Spring. Son grand-père était membre exécutif de la National Genealogical Society (en) et depuis l'âge de cinq ans, Reitwiesner aurait exploré la bibliothèque de son grand-père.
Après avoir été diplômé de la Montgomery Blair High School (en) en 1972, Reitwiesner rejoint le Congressional Research Service de la Bibliothèque du Congrès (CRS) en tant que magasinier. Il passe le reste de sa vie professionnelle à la Bibliothèque du Congrès qui lui permettent de consacrer son temps libre à la généalogie. Bien que la plupart de son travail est auto-publié sur Internet, il acquiert une réputation de rigueur et précision et de nombreux généalogistes l'ont cité dans leurs publications.
Il meurt d'un cancer à Washington le 12 novembre 2010.

## Travaux et publications
Les généalogies qu'il a publiées incluent :

### Publications
- The American Ancestors and Relatives of Lady Diana Frances Spencer. Silver Spring, MD: Author, 1981.
- The Ancestry of Catherine Middleton: Who Will Marry Prince William of Wales 29 April 2011. Boston : New England Historic Genealogical Society, 2011.
- The Lesbian Ancestors of Prince Rainier of Monaco, Dr Otto von Habsburg, Brooke Shields, and the Marquis de Sade. Washington, DC: Author, 1995.

### Sur Internet
- Ancêtres de Barack Obama, Joe Biden, George W. Bush, Dick Cheney, Bill Clinton, Al Gore et d'autres personnalités politiques américaines.
- Descendants de Bonnie Prince Charlie
- Ascendance de Camilla Parker Bowles.
- Ascendance de Mary Donaldson
- Ascendance de David Cameron, Nicolas Sarkozy et d'autres personnalités européennes.

En préface de la généalogie de Barack Obama, il écrivit ce texte « The following material on the immediate ancestry of Barack Obama should not be considered either exhaustive or authoritative, but rather as a first draft. » (Le contenu suivant sur l'ascendance directe de Barack Obama ne doit pas être considérée comme exhaustive et ne fait pas autorité, il s'agit plutôt d'un premier brouillon). La plupart de ces publications sur Internet portent un avertissement similaire.
Publications où son assistance a été apportée :
- Travail de Williamson sur l'ascendance de Diana, Princesse de Galles[3]